# PSK Sachalin Joezjno-Sachalinsk
Professionalnyj Sportivny kloeb Sachalin Joezjno-Sachalinsk (Russisch: Профессиональный Спортивный клуб Сахалин Южно-Сахалинска) was een professionele basketbalclub uit Joezjno-Sachalinsk, Rusland.

## Geschiedenis
De club werd opgericht in 2015 onder de naam Professionalnyj Sportivny kloeb Sachalin in Joezjno-Sachalinsk. Het initiatief om een basketbalteam op te richten op basis van de professionele sportclub "Sachalin" is gemaakt door het hoofd van de Oblast Sachalin, Oleg Kozhemyako. Zijn voorstel werd gesteund door de Russische Basketball Federation en liet het team toe deel te nemen aan de Russische superliga B (mannen), waarbij de lagere divisies werden omzeild. Oleg Kozhemyako geloofde dat de oprichting van het eerste professionele team een enorme impuls zou geven aan de ontwikkeling van basketbal in de hele regio Sachalin, en ook nieuwe perspectieven zal openen voor de jongere generatie. Voordien, gedurende veertig jaar, was de enige club die het Verre Oosten vertegenwoordigde in het kampioenschap en de Beker van Rusland, "Spartak Primorje Vladivostok".
In juni 2016 had Sachalin een aanvraag ingediend voor deelname aan de VTB United League 2016/17. Ze werden niet toegelaten. In 2017 werd de club opgeheven.

## Erelijst
- Landskampioen Rusland: 1 (divisie B)
  - Winnaar: 2016
- Bekerwinnaar Rusland:
  - Runner-up: 2017

## Bekende (oud)-spelers
- Pjotr Samojlenko
- Aleksej Goljakjov

## Bekende (oud)-coaches
- Sergej Grisjaev (2017)